# Tunnel-canal

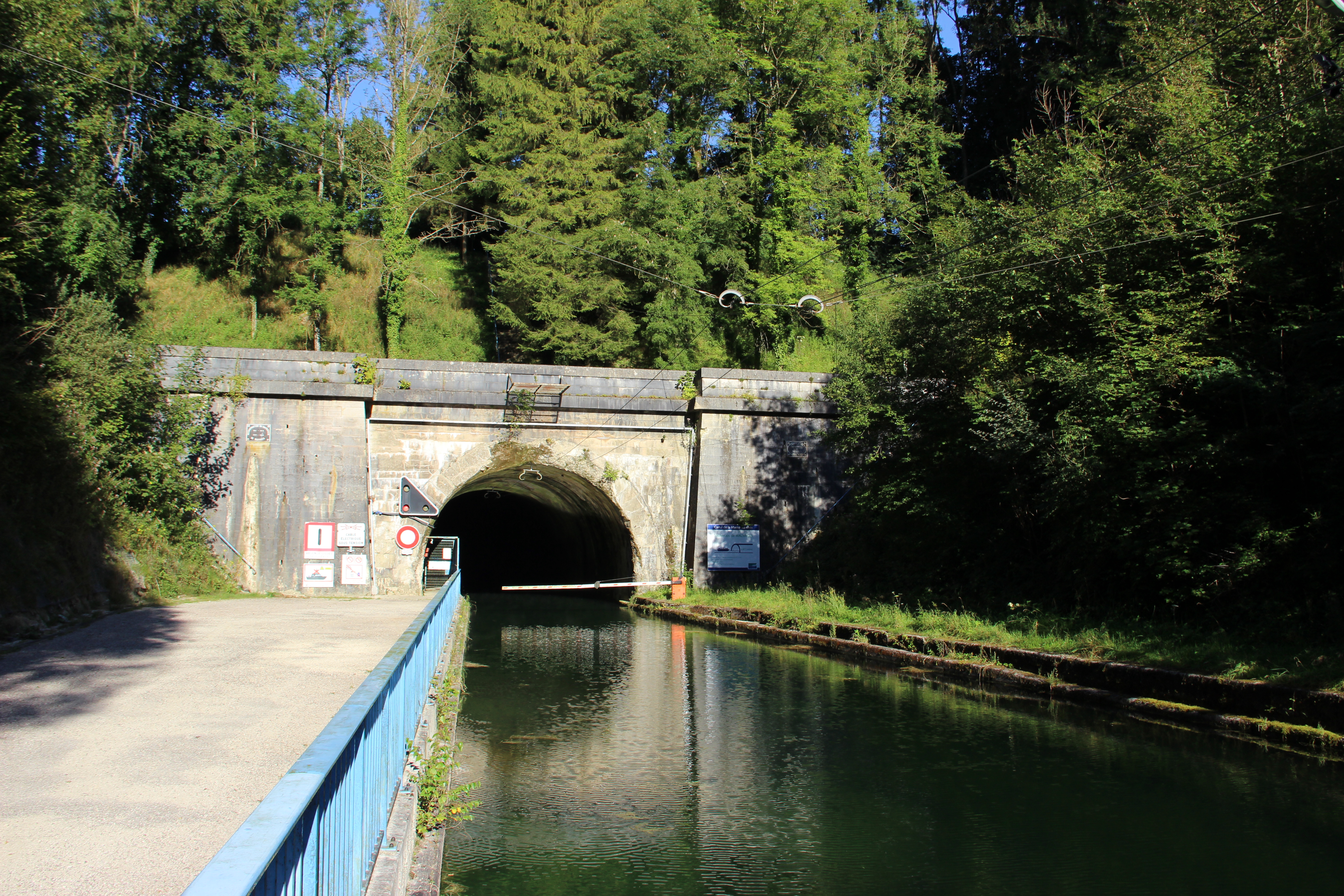
Portail du tunnel de Mauvages

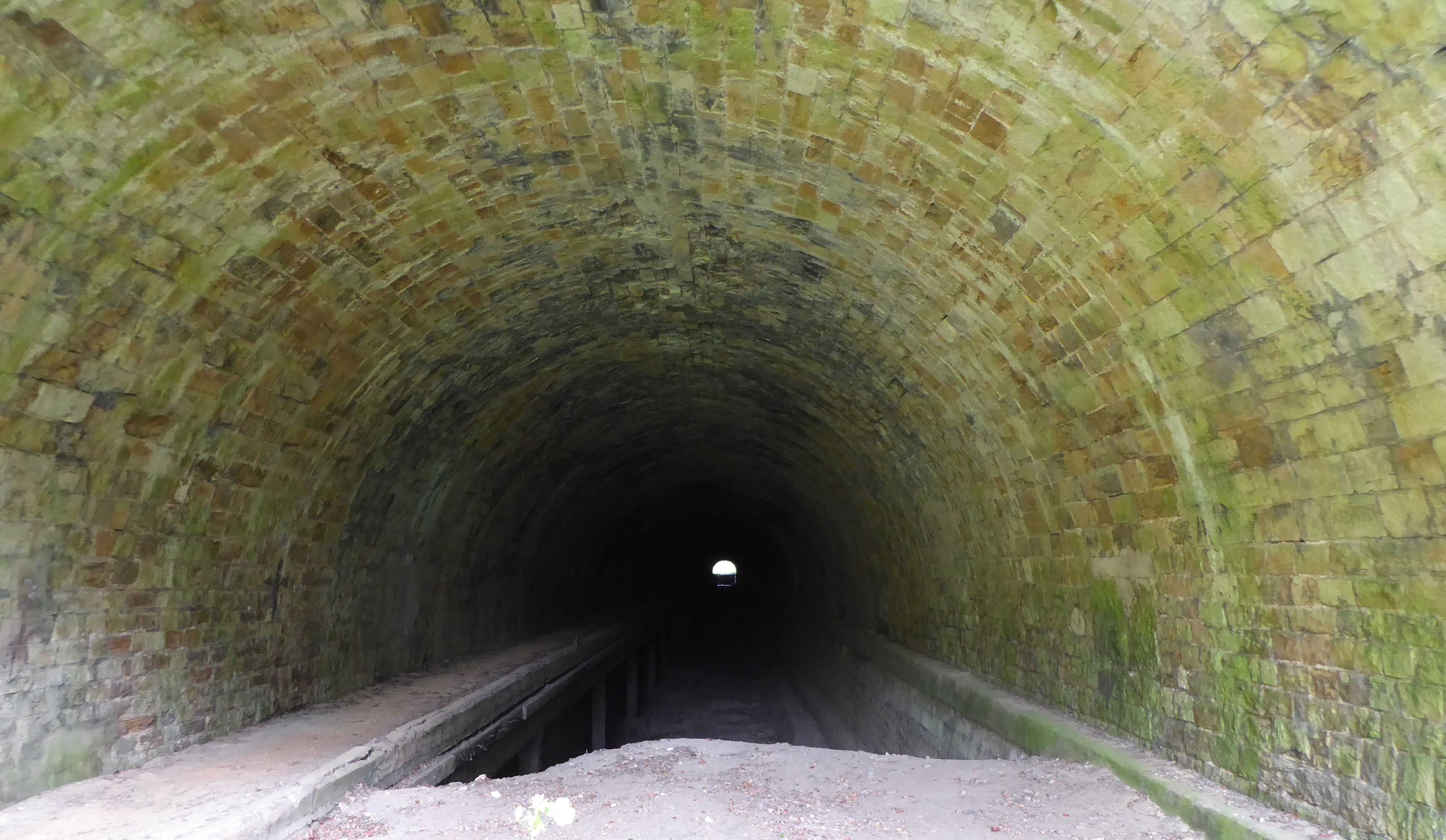
Intérieur d'un tunnel-canal désaffecté et à sec (canal de la Marne au Rhin à Liverdun)

Un tunnel-canal ou tunnel fluvial, est un tunnel creusé pour permettre le passage d'un canal (de navigation essentiellement) sous un obstacle naturel, évitant ainsi, pour les canaux latéraux, le suivi d'un méandre. Ce type d'ouvrage est également construit pour réduire le nombre d'écluses.
Le terme de tunnel-canal (voûte ou souterrain si l'on emploie les termes de batellerie), n'est pas utilisé pour les tunnels conduisant l'eau destinée à l'irrigation ou l'adduction d'eau, aqueduc étant plus approprié dans ce cas. Certains tunnels comportent un chemin de halage. Pour les plus longs, il existait un service de touage (traction par chaîne), dont le dernier au monde est encore en activité, jusqu'en 2023, au souterrain de Riqueval, en France,.
Le plus long tunnel-canal du monde est le tunnel du Rove en France avec 7 120 m. Ce tunnel est fermé à la navigation depuis 1963 à la suite d'un effondrement.
Le plus ancien tunnel-canal est le tunnel de Malpas, également en France, construit en 1679 pour permettre le passage du canal du Midi, et toujours en service.

## En France
| Nom du tunnel                | Commune                                      | Canal                                     | Cours d'eau                     | Franchit                                       | Année d'ouverture | Longueur (m) | Gabarit           | Localisation                        |
| ---------------------------- | -------------------------------------------- | ----------------------------------------- | ------------------------------- | ---------------------------------------------- | ----------------- | ------------ | ----------------- | ----------------------------------- |
| Tunnel-canal d'Arzviller     | Arzviller                                    | Canal de la Marne au Rhin                 | -                               | Vosges du Nord                                 | 1849              | 2307         | Freycinet         | 48° 43′ 24″ N, 7° 10′ 36″ E         |
| Tunnel de Balesmes           | Balesmes-sur-Marne Noidant-Chatenoy          | Canal entre Champagne et Bourgogne        | Marne Vingeanne                 | Balesmes-sur-Marne (ligne de partage des eaux) | 1883              | 4820         | Freycinet         | 47° 49′ 51″ N, 5° 22′ 29″ E         |
| Tunnel de Braye-en-Laonnois  | Braye-en-Laonnois                            | Canal de l'Oise à l'Aisne                 | -                               | Braye-en-Laonnois                              | 1890              | 2365         | Freycinet         | 49° 26′ 17″ N, 3° 36′ 17″ E         |
| Tunnel de Chalifert          | Chalifert                                    | Canal de Meaux à Chalifert                | Marne                           | Chalifert                                      | 1846              | 294          | Freycinet         | 48° 53′ 58″ N, 2° 46′ 14″ E         |
| Tunnel de Condes             | Condes                                       | Canal entre Champagne et Bourgogne        | Marne                           | Plateau de Langres                             | 1883              | 275          | Freycinet         | 48° 08′ 42″ N, 5° 08′ 20″ E         |
| Tunnel-canal de Foug         | Foug Lay-Saint-Remy                          | Canal de la Marne au Rhin                 | Meuse Ingressin                 | Colline de Foug (ligne de partage des eaux)    | 1843              | 867          | Freycinet         | 48° 40′ 34″ N, 5° 46′ 29″ E         |
| Tunnel de Ham-sur-Meuse      | Ham-sur-Meuse                                | Canal de l'Est (branche Nord)             | Meuse                           | -                                              | 1882              | 565          | Freycinet         | 50° 07′ 00″ N, 4° 47′ 00″ E         |
| Tunnel-canal de Liverdun     | Liverdun                                     | Canal de la Marne au Rhin                 | Moselle                         | Liverdun                                       | 1850              | 201          | Freycinet         | 48° 45′ 22″ N, 6° 03′ 48″ E         |
| Tunnel de Malpas             | Nissan-lez-Enserune                          | Canal du Midi                             | -                               | colline d'Ensérune                             | 1680              | 173          | Freycinet         | 43° 18′ 26″ N, 3° 07′ 36″ E         |
| Tunnel de Mauvages           | Mauvages Demange-aux-Eaux                    | Canal de la Marne au Rhin (branche ouest) | Meuse Ornain                    | Mauvages (ligne de partage des eaux)           | 1846              | 4877         | Freycinet         | 48° 35′ 04″ N, 5° 31′ 08″ E         |
| Tunnel-canal de Niderviller  | Niderviller                                  | Canal de la Marne au Rhin                 | -                               | Vosges du Nord                                 | 1849              | 475          | Freycinet         | 48° 43′ 17″ N, 7° 07′ 42″ E         |
| Percée de Thoraise           | Thoraise                                     | Canal du Rhône au Rhin                    | Doubs                           | Thoraise                                       | 1820              | 185          | Freycinet         | 47° 10′ 13″ N, 5° 54′ 25″ E         |
| Tunnel de Revin              | Revin                                        | Canal de l'Est (branche Nord)             | Meuse                           | Revin                                          | 1882              | 224          | Freycinet         | 49° 56′ 35″ N, 4° 38′ 39″ E         |
| Souterrain de Riqueval       | Bellicourt Bony                              | Canal de Saint-Quentin                    | Escaut Somme                    | Bellicourt Bony (ligne de partage des eaux)    | 1810              | 5670         | Freycinet         | 49° 57′ 00″ N, 3° 14′ 10″ E         |
| Souterrain de Savoyeux       | Savoyeux                                     |                                           | Saône                           | -                                              | 1843              | 642          | Freycinet         | 47° 33′ 12″ N, 5° 44′ 04″ E         |
| Tunnel de Ruyaulcourt        | Ruyaulcourt Étricourt-Manancourt             | Canal du Nord                             | Somme                           | -                                              | 1966              | 4354         | Freycinet         | 50° 05′ 18,031″ N, 3° 00′ 31,615″ E |
| Souterrain de Tronquoy       | Lehaucourt Lesdins                           | Canal de Saint-Quentin                    | Escaut Somme                    | hameau de Tronquoy (ligne de partage des eaux) | 1810              | 1098         | Freycinet         | 49° 54′ 27″ N, 3° 17′ 56″ E         |
| Tunnel du Rove               | Marseille Le Rove Gignac-la-Nerthe Marignane | Canal de Marseille au Rhône               | Mer Méditerranée Etang de Berre | Chaîne de l'Estaque                            | 1927              | 7120         | H = 15 m l = 22 m | 43° 23′ 58″ N, 5° 13′ 29″ E         |
| Tunnel de Saint-Aignan       | Saint-Aignan                                 | Canal des Ardennes                        | Bar                             | -                                              | 1892              | 196          | Freycinet         | 49° 38′ 51″ N, 4° 50′ 30″ E         |
| Tunnel-canal de Saint-Albin  | Ovanches Scey-sur-Saône-et-Saint-Albin       | -                                         | Saône                           | Ovanches                                       | 1880              | 681          | Freycinet         | 47° 38′ 25″ N, 5° 57′ 35″ E         |
| Tunnel Saint-Félix           | Nantes                                       | Canal Saint-Félix                         | Erdre                           | Nantes                                         | 1934              | 740          | Freycinet         | 47° 13′ 12″ N, 1° 33′ 00″ O         |
| Tunnel Saint-Léonard         | Dompierre-sur-Mer                            | Canal de Marans à La Rochelle             | -                               | -                                              | 1850              | 842          | Freycinet         | 46° 10′ 41″ N, 1° 03′ 49″ O         |
| Tunnel de Saint-Maur         | Joinville-le-Pont                            | Canal de Saint-Maur                       | Marne                           | -                                              | 1821              | 597          | Freycinet         | 48° 49′ 05″ N, 2° 28′ 06″ E         |
| Tunnel-canal de Besançon     | Besançon                                     | Canal du Rhône au Rhin                    | Doubs                           | Citadelle de Besançon                          | 1882              | 391          | Freycinet         | 47° 13′ 52,96″ N, 6° 02′ 08,09″ E   |
| Voûte de Billy               | Sept-Saulx Billy-le-Grand                    | Canal de l'Aisne à la Marne               | Marne Vesle                     | Mont de Billy                                  | 1856              | 2320         | Freycinet         | 49° 06′ 14,35″ N, 4° 14′ 29,99″ E   |
| Voûte du canal de Bourgogne  | Pouilly-en-Auxois Créancey                   | Canal de Bourgogne                        | Armançon                        | Pouilly-en-Auxois                              | 1832              | 3333         | Freycinet         | 47° 15′ 08″ N, 4° 34′ 06″ E         |
| Voûtes du canal Saint-Martin | Paris                                        | Canal Saint-Martin                        | -                               | -                                              | 1906              | 1920         | Freycinet         | 48° 52′ 10,78″ N, 2° 21′ 59,63″ E   |
| Voûtes de la Collancelle     | La Collancelle                               | Canal du Nivernais                        | Yonne Alnain                    | -                                              | 1838              | 758 268 212  | Freycinet         | 47° 09′ 28″ N, 3° 37′ 34″ E         |

## Dans le monde
- Le tunnel de Weilbourg, à Weilbourg, en Allemagne
- Le tunnel Bruce en Angleterre.
- Le tunnel de Standedge, à Standedge en Angleterre
- Le tunnel de Bernistap en Belgique
- Le tunnel maritime de Stad en Norvège